# Monumentos de la Guerra Civil en Washington D. C.
Los Monumentos de la Guerra Civil en Washington D. C. son un grupo de diecisiete estatuas al aire libre que se extienden por gran parte del centro y noroeste de Washington D. C. Las estatuas representan a 11 generales de la Unión y anteriormente incluían a un general confederado, Albert Pike, que fue representado como masón y no como general. La estatua de Pike fue derribada el 16 de junio de 2020 (Juneteenth), como parte de las protestas de George Floyd. Se honra a dos almirantes de la Unión, aunque la estatua del almirante Samuel Francis DuPont fue trasladada a Wilmington, y ahora se le honra con una fuente. Otras estatuas representan monjas, paz, emancipación y el Gran Ejército de la República.
De acuerdo con la Orden Ejecutiva 11593 del presidente Richard Nixon, el Servicio de Parques Nacionales inspeccionó y registró las 18 estatuas de la Guerra Civil en Washington D. C. para ayudar en su preservación. Están listados como grupo en el Registro Nacional de Lugares Históricos.

## Los diecisiete monumentos

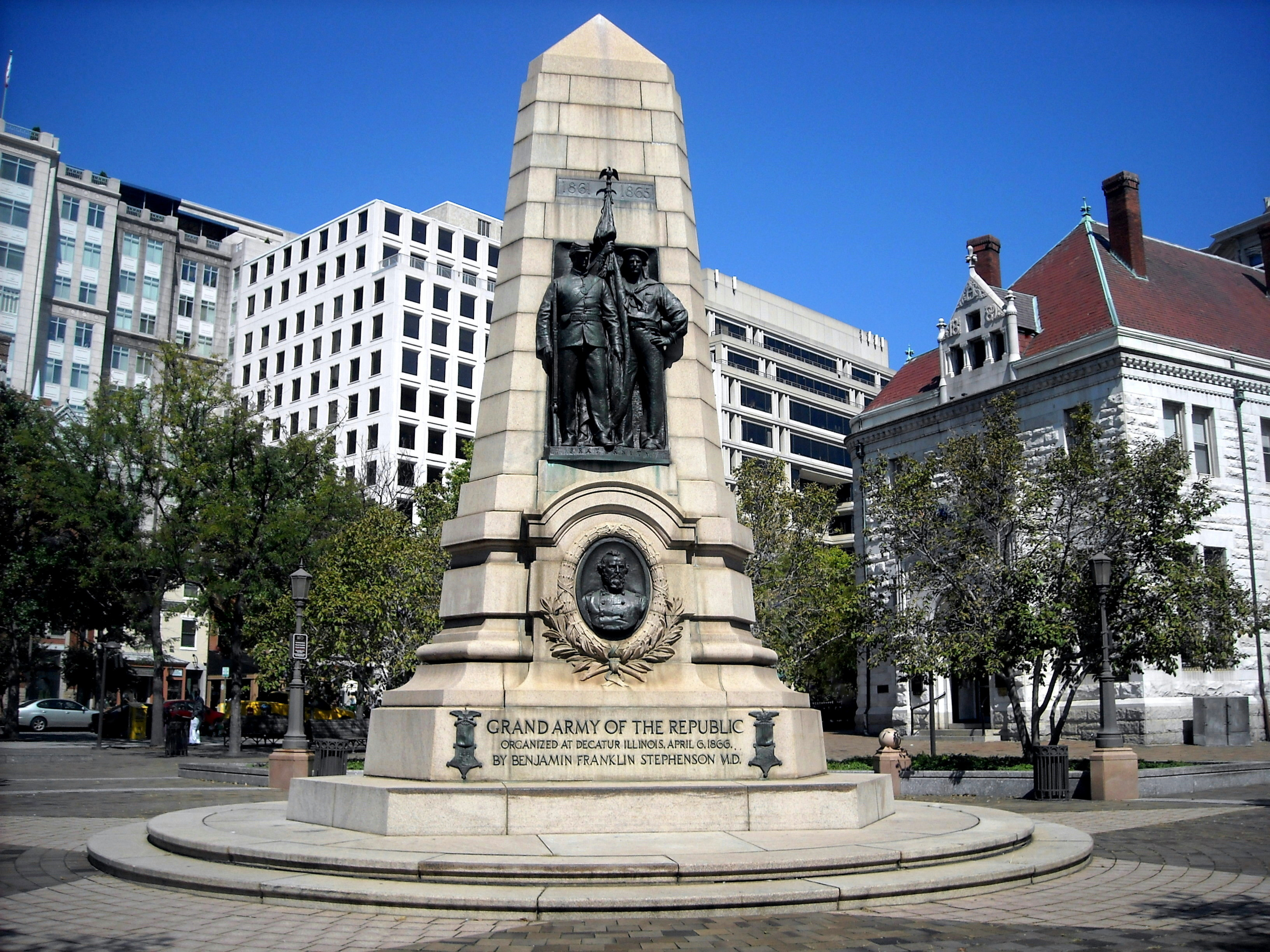
Monumento al Gran Ejército de la República de Stephenson

1. Fuente de Dupont Circle 38°54′35″N 77°2′36″O / 38.90972, -77.04333
2. Monjas en el campo de batalla 38°54′21″N 77°2′25″O / 38.90583, -77.04028
3. Monumento conmemorativo al Gran Ejército de la República de Stephenson 38°53′37″N 77°1′18″O / 38.89361, -77.02167
4. Monumento a la Paz 38°53′26″N 77°0′44″O / 38.89056, -77.01222
5. Ulysses S. Grant Memorial 38°53′23″N 77°0′46″O / 38.88972, -77.01278
6. Mayor General James B. McPherson 38°54′7″N 77°2′3″O / 38.90194, -77.03417
7. Almirante David G. Farragut 38°54′7″N 77°2′20″O / 38.90194, -77.03889
8. Mayor General John A. Logan 38°54′35″N 77°1′47″O / 38.90972, -77.02972
9. Mayor General George Henry Thomas 38°54′20″N 77°1′57″O / 38.90556, -77.03250

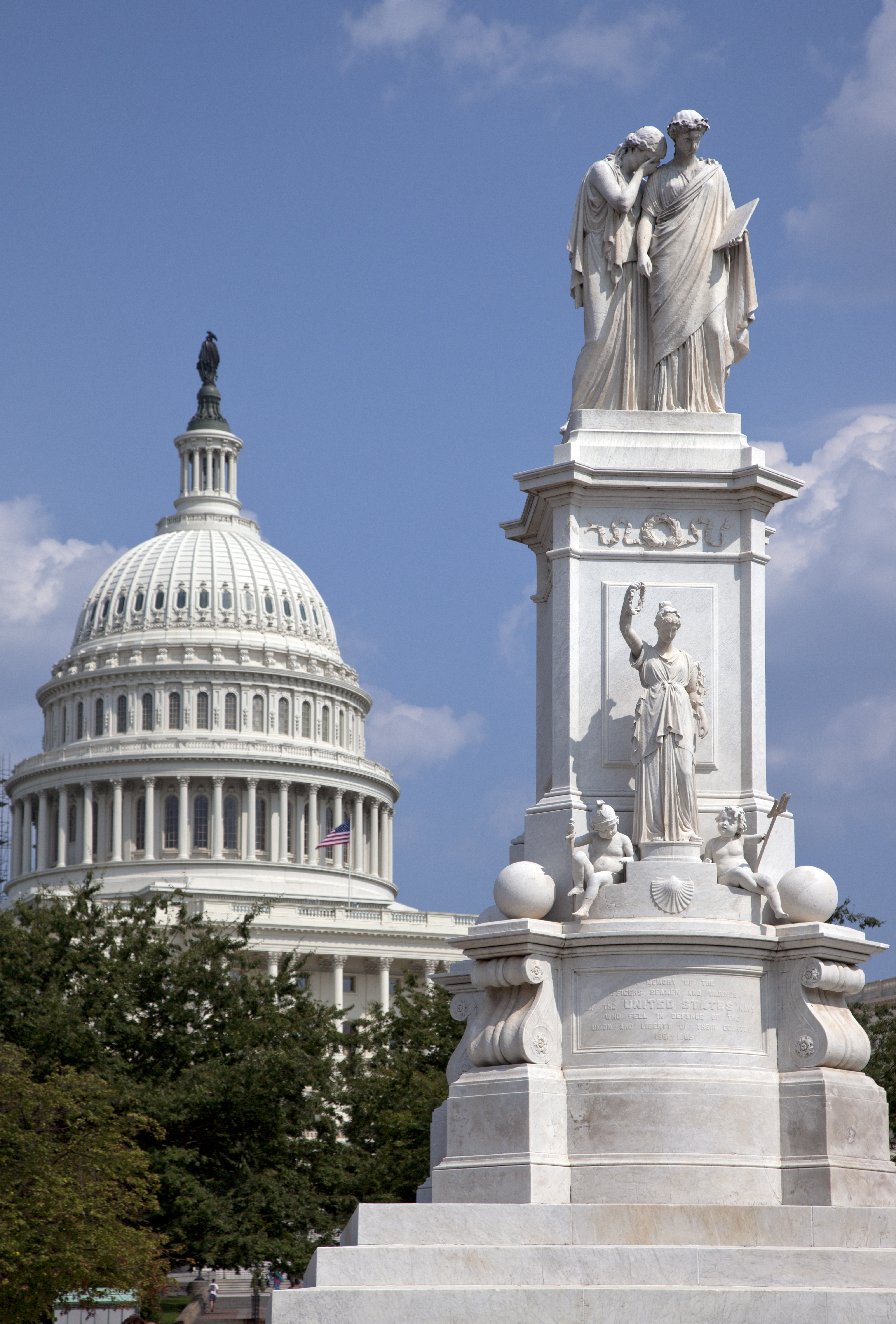
Monumento a la Paz

10. Monumento a la Paz Teniente General Winfield Scott 38°54′26″N 77°2′12″O / 38.90722, -77.03667
11. General Winfield Scott Hancock 38°53′37″N 77°1′20″O / 38.89361, -77.02222
12. General John A. Rawlins 38°53′45″N 77°2′31″O / 38.89583, -77.04194
13. General Philip Sheridan 38°54′44″N 77°3′2″O / 38.91222, -77.05056
14. Mayor General George B. McClellan 38°55′0″N 77°2′47″O / 38.91667, -77.04639
15. Monumento al general William Tecumseh Sherman 38°53′46″N 77°2′3″O / 38.89611, -77.03417
16. Monumento conmemorativo a George Gordon Meade 38°53′32″N 77°0′59″O / 38.89222, -77.01639
17. Monumento conmemorativo a la emancipación 38°53′23″N 76°59′25″O / 38.88972, -76.99028

### Monumentos relacionados
- El monumento conmemorativo afroamericano a la Guerra Civil 38°54′29″N 77°1′33″O / 38.90806, -77.02583, que se completó en 1997, no está incluido oficialmente en el grupo reconocido por el Registro Nacional de Lugares Históricos.
- Monumento conmemorativo a Albert Pike ,38°53′41″N 77°0′57″O / 38.89472, -77.01583 , todavía se reconoce oficialmente como parte del grupo a pesar de que ya no está en pie.[2]